# Greulieras
Greulieras (en francès Gréolières) és un municipi francès situat al departament dels Alps Marítims i a la regió de Provença – Alps – Costa Blava.

## Demografia
| 1962                                       | 1968 | 1975 | 1982 | 1990 | 1999 | 2006 |
| ------------------------------------------ | ---- | ---- | ---- | ---- | ---- | ---- |
| 196                                        | 250  | 292  | 311  | 380  | 455  | 525  |
| Des de 1962: població sense dobles comptes |      |      |      |      |      |      |

## Administració
| Període   | Identitat       | Partit |
| --------- | --------------- | ------ |
| 1935-1959 | Bernard Gibelin |        |
| 1959-1971 | Emile Bovis     |        |
| 1971-1977 | Marcel Barcelon |        |
| 1977-1995 | Jean Mane       |        |
| 1995-2001 | René Cresp      |        |
| 2001-2008 | Yolande Bugeia  |        |
| 2008-     | Marc Malfatto   |        |